# Tulasnella robusta
Tulasnella robusta é uma espécie de fungo pertencente à família Tulasnellaceae.